# Cambridge, Massachusetts
Cambridge je mesto na severovzhodu Massachusettsa v ZDA. Imenovali so ga v čast angleške Univerze v Cambridgeu.
Cambridge je najbolj znan po dveh vodečih univerzah: Univerzi Harvard in Tehnološkem inštitutu Massachusettsa (MIT), ter po Clayjevem matematičnem inštitutu. Po štetju iz leta 2010 je imelo 105.162 prebivalcev. Je peto najgosteje naseljeno mesto v zvezni državi.